# Crossing Swords
 (janvier 2021).
Crossing Swords est une série d'animation pour adultes américaine en vingt épisodes d'environ 22 minutes créée par John Harvatine IV et Tom Root et mise en ligne le 12 juin 2020 et le 10 décembre 2021 sur Hulu.
En France, la série est diffusée le 21 décembre 2020 sur Canal+,. Elle est également disponible en Belgique, sur la plateforme numérique Auvio de la RTBF (Radio Télévision Belge Francophone) depuis le 3 novembre 2021.

## Synopsis
Patrick, un paysan au bon cœur décroche un poste d'écuyer convoité au château royal. Son travail de rêve se transforme rapidement en cauchemar quand il apprend que son royaume bien-aimé est dirigé par un nid de frelons de monarques, d'escrocs et de charlatans excités. Pire encore, sa bravoure a fait de lui le mouton noir de sa famille, et maintenant ses frères et sœurs criminels sont revenus pour faire de sa vie un enfer. Guerre, meurtre, nudité frontale totale - qui savait que des personnes aux couleurs vives menaient des vies aussi excitantes ?

## Distribution

### Voix originales
- Nicholas Hoult : Patrick
- Luke Evans : le roi Merriman
- Alanna Ubach : la reine Tulipe
- Adam Pally
- Tara Strong
- Tony Hale
- Seth Green
- Breckin Meyer
- Wendi McLendon-Covey
- Yvette Nicole Brown
- Maya Erskine
- Ben Schwartz
- Rob Corddry
- Jameela Jamil
- Alfred Molina
- Natasha Lyonne

### Voix françaises[7]
- Baptiste Lecaplain : Patrick[8]
- Antoine de Caunes : le roi Merriman
- Camille Chamoux : la reine Tulipe
- Sébastien Hébrant : Broth, Ruben
- Patrick Waleffe : Blinkerquartz, Charles Reinhold
- Ludivine Deworst : Corail, Vermicelles
- Franck Daquin : Glenn
- Nathalie Stas : Sergent Meghan

## Épisodes

### Première saison (2020)
1. Le grand tournoi (Pilot)
2. Besoin de reconnaissance (Hot Tub Death Machine)
3. What's Kraken?
4. In the Line of Squire
5. Let Them Eat Clown
6. My Super Sweet Period Party
7. Look Who's Stalking
8. The Snow Job
9. The A-Moooo-Zing Race
10. Unchained Monarchy

### Deuxième saison (2021)
Le 18 juin 2020, la série est renouvelée pour une deuxième saison. Elle a été mise en ligne le 10 décembre 2021.
1. Haute Trahison
2. Toxic Femininity
3. Destination: Wedding
4. Good Vibrations
5. Get Your Minchachas Out
6. Tent Pitching
7. Nothin, Usurp With U
8. Sad-iator
9. Patrick l'éplucheur
10. Vingt Mille Lieues sous la Terre

## Commentaire
En juin 2022, la série est annulée